# Dociostaurus jagoi
Dociostaurus jagoi är en insektsart som beskrevs av Soltani 1978. Dociostaurus jagoi ingår i släktet Dociostaurus och familjen gräshoppor.

## Underarter
Arten delas in i följande underarter:
- D. j. occidentalis
- D. j. jagoi